# Long Trị
Long Trị là một xã thuộc thị xã Long Mỹ, tỉnh Hậu Giang, Việt Nam.

## Địa lý
Xã Long Trị nằm ở phía đông thị xã Long Mỹ, có vị trí địa lý:
- Phía đông giáp huyện Phụng Hiệp
- Phía tây giáp phường Vĩnh Tường và phường Bình Thạnh
- Phía nam giáp xã Tân Phú
- Phía tây nam giáp xã Long Trị A
- Phía bắc giáp xã Long Bình.

Xã Long Trị có diện tích 19,85 km², dân số năm 2019 là 6.837 người, mật độ dân số đạt 344 người/km².
Sông Lái Hiếu là ranh giới tự nhiên giữa xã Long Trị với xã Long Bình.

## Lịch sử
Trước đây, xã Long Trị thuộc huyện Long Mỹ.
Ngày 21 tháng 4 năm 1979, Hội đồng Chính phủ ban hành Quyết định 174-CP. Theo đó, sáp nhập ấp 9 của xã Long Trị vào thị trấn Long Mỹ.
Ngày 15 tháng 9 năm 1981, Hội đồng Bộ trưởng ban hành Quyết định 70-HĐBT. Theo đó, chia xã Long Trị thành hai xã Long Trị và Long Tân.
Ngày 28 tháng 1 năm 1991, toàn bộ diện tích và dân số của xã Long Tân được sáp nhập trở lại xã Long Trị.
Ngày 24 tháng 8 năm 2009, Chính phủ ban hành Nghị quyết 37/NQ-CP. Theo đó, thành lập xã Long Trị A trên cơ sở điều chỉnh 2.041,43 ha diện tích tự nhiên và 10.965 người của xã Long Trị.
Sau khi điều chỉnh địa giới hành chính, xã Long Trị còn lại 1.750,99 ha diện tích tự nhiên và 7.221 người.
Từ ngày 15 tháng 5 năm 2015, xã Long Trị trực thuộc thị xã Long Mỹ.

## Hành chính
Xã Long Trị được chia thành 8 ấp: 1, 2, 3, 4, 5, 6, 7, 8.